# Matelea woodii
Matelea woodii är en oleanderväxtart som beskrevs av Morillo. Matelea woodii ingår i släktet Matelea och familjen oleanderväxter. Inga underarter finns listade i Catalogue of Life.